# Протести в Румунії (2017-2018)
Протести в Румунії — антиурядові протести в Румунії, що розпочалися в січні 2017 року через кілька діб після присяги соціал-демократичного уряду, очолюваного Соріном Гріндяну. Причиною протестів став намір уряду помилувати засуджених за низкою статей кримінального кодексу, в тому числі за статтями про корупцію і перевищення повноважень, і внести поправки до кримінального кодексу з метою декриміналізації ряду статей і переформулювання поняття «перевищення повноважень».
У серпні 2018 року протести розпочалися з новою силою. 10 серпня було травмовано 452-455 чоловік.

## Протести

### 18 січня
Імпровізовані акції протесту почалися в середу 18 січня, в той же день, коли проєкти постанов про амністію і реформу кримінального кодексу були опубліковані після засідання уряду, на якому був присутній президент країни. Протести були організовані через соціальні мережі. Близько 5 тисяч людей взяли участь в маніфестаціях по всій Румунії, 3-4 тисячі чоловік з них були присутні на акції в столиці країни Бухаресті.

### 29 січня

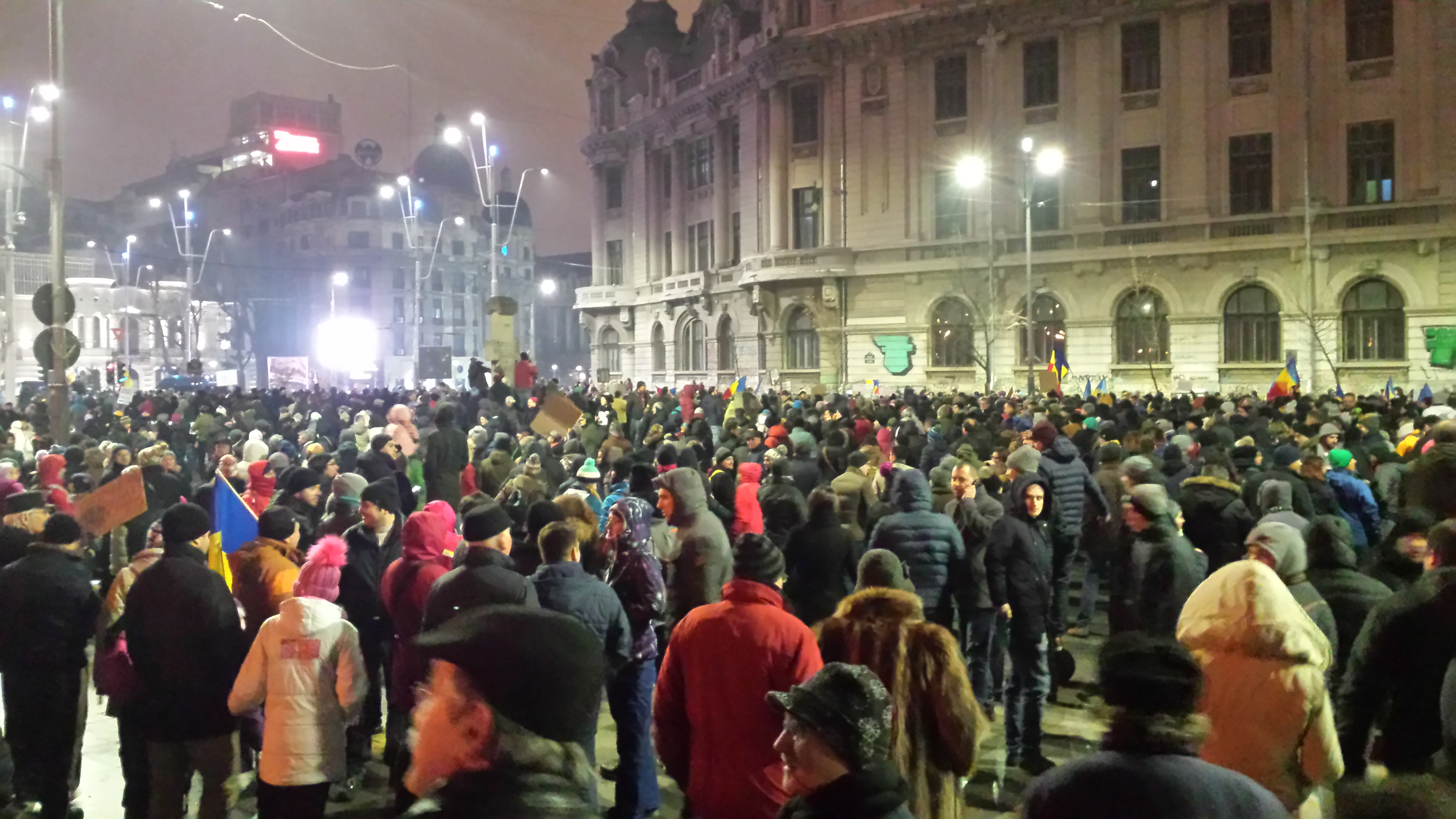
Протести 29 січня на Університетській площі (Piața Universității) в Бухаресті

Десятки тисяч людей вийшли на демонстрації в містах по всій Румунії. Близько 40-50 тисяч громадян брали участь в протестах в Бухаресті, приблизно 10 тисяч вийшли на вулиці міста Клуж-Напока. В цілому, за оцінками телевізійної компанії Digi 24, 90 тисяч румунів взяли участь в акціях протесту по всій країні. У Бухаресті демонстранти почали ходу в центрі міста і зупинялися на мітинги у міністерства юстиції, будівель уповноваженого з прав людини та уряду. Марші солідарності пройшли в багатьох європейських столицях, включаючи Брюссель, Париж, Рим і Копенгаген.

### 31 січня
О 8 годині вечора за місцевим часом 31 січня 2017 року уряд Румунії почав чергове засідання, на порядку якого було обговорення та прийняття бюджету на 2017 рік. Під час засідання члени уряду прийняли поправки до порядку денного і включили в обговорення два проєкти постанов про помилування засуджених за кількома статтями кримінального кодексу і про внесення змін до кримінального кодексу з метою декриміналізації ряду статей і переформулювання понять «конфлікт інтересів» і «перевищення повноважень». Обидва проєкти були прийняті. Їх публікація відбулася приблизно в 1 ночі 1 лютого, після чого постанови уряду вступили в силу. Через кілька годин після прийняття проєктів урядових постанов на площі перед будівлею уряду почали збиратися учасники протесту, мобілізовані через соціальні мережі. До півночі, попри мороз, понад 10 тисяч осіб долучилися до акції. Протестуючі вимагали скасування постанов і відставки уряду. Після другої години ночі акція в Бухаресті закінчилася. Подібні протести пройшли в інших великих містах Румунії: Клуж-Напока, Тімішоарі, Сібіу, Констанці та інших.

### 1 лютого
Цього дня кількість протестувальників досягла максимуму — 300 тисяч чоловік вийшли на протести в містах Румунії. Це історичний максимум за останні 25 років. До вечора середи перед будівлею уряду зібралися 100—150 тисяч чоловік. Ще стільки ж протестували в інших містах Румунії. Після півночі в Бухаресті основна частина маніфестантів розійшлася, проте близько тисячі людей залишилися на площі і стали закидати поліцію камінням, петардами і фаєрами. У відповідь поліція вирішила очистити площу з використанням сльозогінного газу. Кілька протестувальників затримані.
Вища рада магістратури Румунії направила до Конституційного суду повідомлення про те, що уряд, прийнявши постанови 31 січня, почав конституційний конфлікт між виконавчою і судовою гілками влади, бо він не врахував думку судової спільноти при підготовці рішень в області, що належить до компетенції і прерогатив судової влади. Президент Румунії Клаус Йоханніса, який був присутній на засіданні Вищої ради магістратури, заявив про те, що Конституційний суд може скасувати постанови уряду. В цей же день опозиційні парламентські партії НЛП і «РСР» оголосили про рішення організувати в парламенті голосування про довіру уряду.
1 лютого пішла міжнародна реакція на прийняті урядом постанови про помилування і поправки до кримінального кодексу. У десятках великих міст Європи відбулися акції протесту проти урядових постанов, які, на думку учасників акцій, послаблюють боротьбу з корупцією в країні. Європейська комісія опублікувала заяву за підписами голови Жана-Клода Юнкера і його першого заступника Франса Тіммерманс, в якому було висловлено занепокоєння постановами румунського уряду і було відзначено, що боротьба з корупцією повинна бути посилена, а не ослаблена. Посольства Бельгії, Канади, Франції, Німеччини, Нідерландів та Сполучених Штатів Америки виступили зі спільною заявою, в якому урядові постанови від 31 січня прямо названі підривом верховенства права і боротьби з корупцією в Румунії.

### 2 лютого
Цього дня кількість протестувальників досягла 140 тисяч. Попри масові протести уряд відмовляється скасувати постанову.

### 5 лютого
Протестувальники оточили будинок уряду. Хоча уряд і скасував постанову, але мітингарі не вірять йому, вважаючи, що уряд змінить формулювання закону, залишивши суть і знову прийме; тому вимагають, щоб уряд йшов у відставку. На площі Вікторія у Бухаресті зібралося 250 тисяч осіб. В інших містах також продовжуються мітинги.

### 7-12 лютого
7 лютого президент Румунії Клаус Йоганніс, виступаючи перед депутатами парламенту, закликав уряд піти у відставку. В знак протесту депутати від соціал-демократичної партії покинули залу засідання під час виступу президента. 8 лютого у парламенті відбулося голосування про довіру уряду, ініційоване опозицією. За відставку уряду проголосував 161 депутат при необхідних 233. Понад 5000 чоловік протестували 8 лютого перед будинком уряду, виступаючи за розпуск уряду і проведення дострокових виборів, в той же час близько 200 прибічників уряду закликали до відставки президента Румунії. 9 лютого міністр юстиції Флорін Іордаке пішов у відставку.
У неділю 12 лютого (13 день безперервних протестів) перед Палацом Вікторії було від 50 000 до 70 000 чоловік і від 30 до 33 тис. по всій країні, включаючи від 10,000 до 14,000 в Клуж-Напоці, від 7,000 до 10,000 в Сібіу, від 3,000 до 5,000 в Тімішоарі, 3,000 в Тасі, 1,500 в Брашові, 500 в Констанці, 400 в Крайові, 300 в Галаці і 300 в Орадеї.

### 26 лютого
26 лютого в Румунії проходили мітинги і святкування, приурочені до скасування «антикорупційних законів».

### Серпень 2018

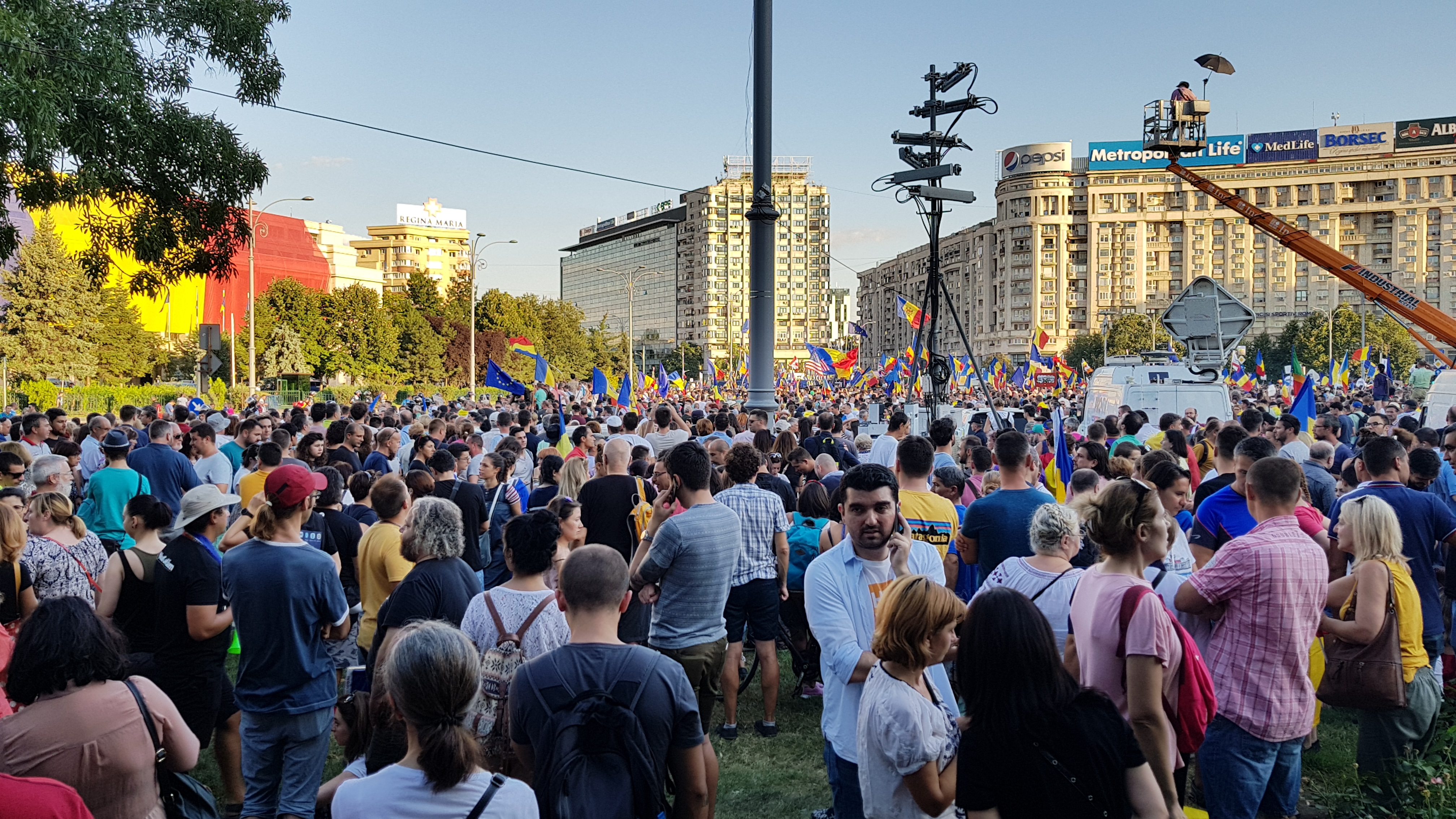
Протести 10 серпня на площі Вікторії

10 серпня розпочалися нові протести, які пройшли у Бухаресті (100 000 чоловік) та в інших містах країни. Протести розпочалися мирно, але потім жандармерія застосувала сльозогінний газ і почала бити протестувальників. 452 учасника зазнали травм, із них 70 було госпіталізовані, серед них 3 жандарми.
11 серпня до 65 000 чоловік продовжувати протести на площі Вікторії. Вони вигукували гасла "Ми не підемо, поки не підете ви!", маючи на увазі кабінет міністрів Віоріки Денчіле. У сутолоці постраждали 12 учасників.
12 серпня кількість мітингарів зменшилася до 16 000 - 19 000 чоловік